# Fontana delle Api

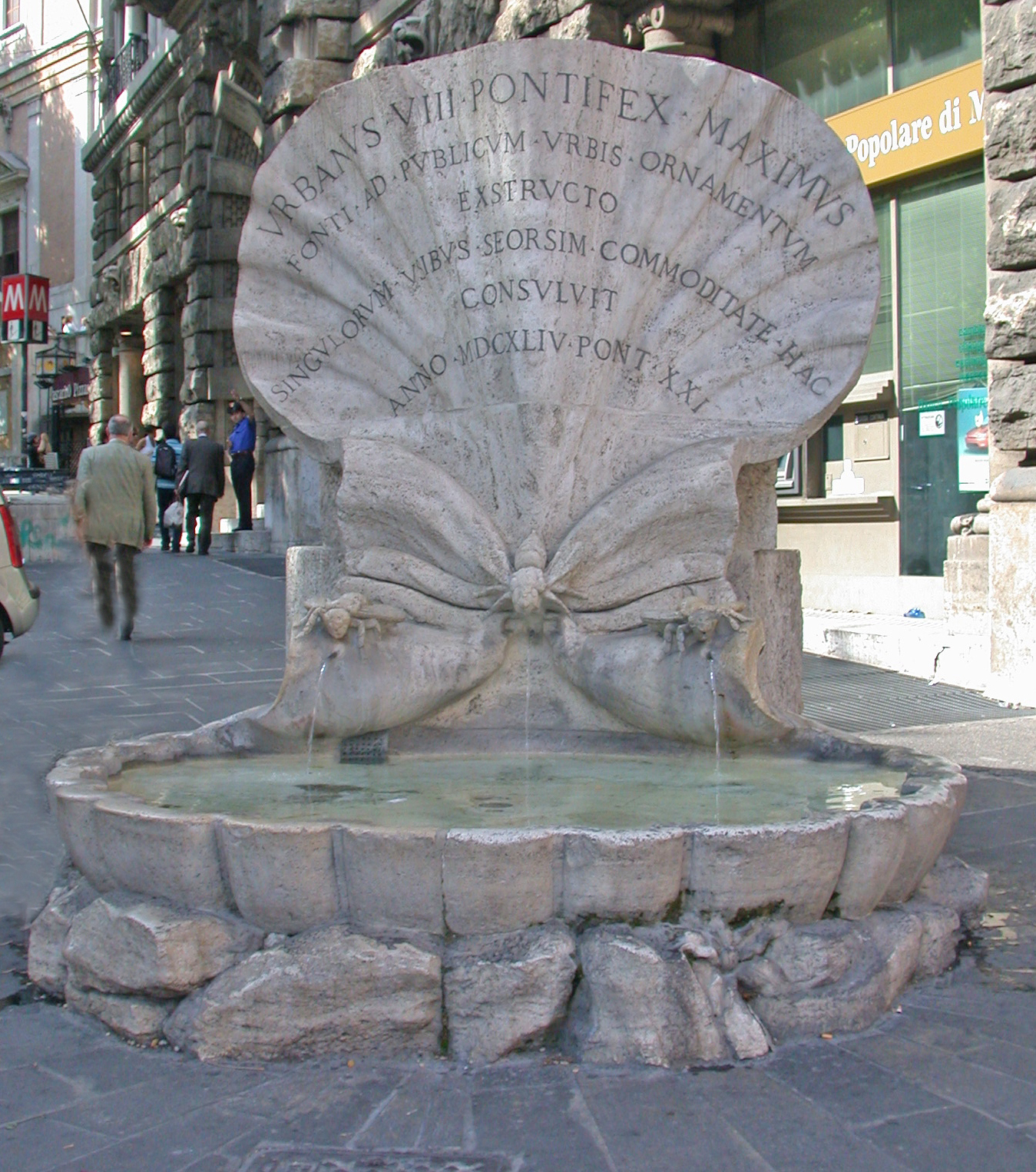
Fontana delle Api

Herb rodziny Barberini

Fontana delle Api – marmurowa fontanna autorstwa Gianlorenzo Berniniego, zlokalizowana na Piazza Barberini w Rzymie, w miejscu w którym przechodzi on w Via Veneto. Została ukończona w kwietniu 1644. 
Fontanna ma formę pionowo ustawionej muszli z trzema pszczołami nad kamienną misą. Pszczoły nawiązują do herbu rodziny Barberinich, z której pochodził papież Urban VIII, fundator fontanny.
Fontanna została zaprojektowana jako wodopój dla koni. Na muszli wyryte są słowa:
FONTI AD PVBLICVM VRBIS ORNAMENTVM
EXSTRVCTO
SINGVLORVM VSIBVS SEORSIM COMMODITATE HAC
CONSVLVIT